# Ludwig Kaufmann (Leichtathlet)
Ludwig Kaufmann (* 17. Mai 1910 in Traun, Oberösterreich; † in der Nacht von 11. auf 12. August 1976) war ein österreichischer Leichtathlet und Leichtathletikfunktionär.

## Leben und Wirken
Ludwig Kaufmann wurde am 17. Mai 1910 in der damaligen Kleinstadt Traun, in der Nähe zu Linz, geboren. Zeit seines Lebens widmete Kaufmann dem Sport; bereits als 15-Jähriger war er im Jahre 1925 eines der Gründungsmitglieder des Trauner Fußballklubs SV Thea Traun. Noch im gleichen Jahr absolvierte er seinen ersten Leichtathletikstart, als er den 25-km-Straßenlauf Linz–Wilhering–Linz absolvierte. Im Laufe der Jahre verbesserte er sich zusehends in diversen Leichtathletikbereichen und war in den Jahren 1930 bis 1940 mehrfacher oberösterreichischer Landesmeister, sowie Rekordhalter im Stabhochsprung, dem 110-Meter-Hürdenlauf und dem Zehnkampf.
Bereits in dieser Zeit war er parallel zu seiner eigenen sportlichen Laufbahn als Funktionär tätig. Schon damals gehörte er der Österreichischen Jugendkraft (ÖJK) als Fachwart für Leichtathletik an und war als Mitarbeiter in der Landesgruppe Oberösterreich des Österreichischen Leichtathletikverbandes (ÖLV) tätig. Nach dem Zweiten Weltkrieg – er versah seinen Kriegsdienst in Polen, Frankreich, Italien und der Sowjetunion und kehrte erst im November 1947 aus der sowjetischen Kriegsgefangenschaft zurück – übernahm Kaufmann die Sektionsleitung beim LASK und der Union Urfahr. Ab 1950 gehörte er der Leichtathletiksektion der Union Linz an. Aus dieser ging im Jahre 1953 der ULC Linz hervor, bei dem Kaufmann bis 1975 als Vereinsobmann fungierte. In weiterer Folge wurde er 1975 zum Vereinspräsidenten ernannt. Lange Jahre war er zudem in der Union Oberösterreich als Landesfachwart tätig.
Kurz vor dem Start der Österreichischen Leichtathletikmeisterschaften 1976 in Linz, bei denen er als Chef der Siegerehrungen eingeteilt gewesen wäre, starb Kaufmann im Alter von 66 Jahren überraschend in der Nacht vom 11. auf den 12. August 1976.
Bereits ein Jahr später wurde anlässlich des Susi-Lindner-Gedächtnismeetings zu seinen Ehren auch erstmals der Ludwig-Kaufmann-Gedenkpreis im Stabhochsprung abgehalten. Dieser wurde nachweislich zumindest noch 30 Jahre später ausgetragen.